# Shamakhi FK
Le Shamakhi Futbol Klubu (en azéri : Şamaxı Futbol Klubu), plus couramment abrégé en Shamakhi FK, est un club azerbaïdjanais de football fondé en 1997 et basé à Bakou, la capitale du pays.

## Historique
- 1997 : fondation du club sous le nom de Khazar University
- 2004 : le club est renommé Inter Bakou
- 2017 : le club est renommé Keşla FK
- 2022 : le club est renommé Shamakhi FK

## Bilan sportif

### Palmarès
| Compétitions nationales | Compétitions internationales                |
| - Championnat d'Azerbaïdjan (2) : - Champion: 2007-08 et 2009-10. - Vice-champion : 2008-09, 2013-14 et 2014-15. - Coupe d'Azerbaïdjan (2) : - Vainqueur : 2017-18 et 2020-21. - Finaliste : 2004-05, 2007-08, 2008-09 et 2010-11. | - Coupe de la CEI (1) : - Vainqueur : 2011. |

### Bilan européen
Légende
- Victoire ou qualification pour le tour suivant
- Match nul
- Défaite ou élimination de la compétition

Note : dans les résultats ci-dessous, le score du club est toujours donné en premier
| Saison    | Compétition             | Tour             | Club              | Domicile | Extérieur | Total             |
| --------- | ----------------------- | ---------------- | ----------------- | -------- | --------- | ----------------- |
| 2004      | Coupe Intertoto         | Premier tour     | SC Bregenz        | 2 - 1    | 3 - 0     | 5 - 1             |
| 2004      | Coupe Intertoto         | Deuxième tour    | Tampere United    | 1 - 0    | 0 - 3     | 1 - 3             |
| 2008-2009 | Ligue des champions     | Premier tour Q   | Rabotnički Skopje | 0 - 0    | 1 - 1     | 1E - 1            |
| 2008-2009 | Ligue des champions     | Deuxième tour Q  | Partizan Belgrade | 1 - 0    | 0 - 2     | 1 - 2             |
| 2009-2010 | Ligue Europa            | Deuxième tour Q  | Spartak Trnava    | 1 - 2    | 1 - 3     | 2 - 5             |
| 2010-2011 | Ligue des champions     | Deuxième tour Q  | Lech Poznań       | 0 - 1    | 1 - 0 ap  | 1 - 1 (8 - 9 tab) |
| 2012-2013 | Ligue Europa            | Premier tour Q   | Narva Trans       | 5 - 0    | 2 - 0     | 7 - 0             |
| 2012-2013 | Ligue Europa            | Deuxième tour Q  | Asteras Tripolis  | 1 - 1    | 1 - 1 ap  | 2 - 2 (2 - 4 tab) |
| 2013-2014 | Ligue Europa            | Premier tour Q   | IFK Mariehamn     | 1 - 1    | 2 - 0     | 3 - 1             |
| 2013-2014 | Ligue Europa            | Deuxième tour Q  | Tromsø IL         | 1 - 0    | 0 - 2     | 1 - 2             |
| 2014-2015 | Ligue Europa            | Premier tour Q   | FC Tiraspol       | 3 - 1    | 3 - 2     | 6 - 3             |
| 2014-2015 | Ligue Europa            | Deuxième tour Q  | IF Elfsborg       | 0 - 1 ap | 1 - 0     | 1 - 1 (3 - 4 tab) |
| 2015-2016 | Ligue Europa            | Premier tour Q   | KF Laç            | 0 - 0    | 1 - 1     | 1E - 1            |
| 2015-2016 | Ligue Europa            | Deuxième tour Q  | FH Hafnarfjörður  | 2 - 2    | 2 - 1     | 4 - 3             |
| 2015-2016 | Ligue Europa            | Troisième tour Q | Athletic Bilbao   | 0 - 0    | 0 - 2     | 0 - 2             |
| 2017-2018 | Ligue Europa            | Premier tour Q   | Mladost Lučani    | 2 - 0    | 3 - 0     | 5 - 0             |
| 2017-2018 | Ligue Europa            | Deuxième tour Q  | CS Fola Esch      | 1 - 0    | 1 - 4     | 2 - 4             |
| 2018-2019 | Ligue Europa            | Premier tour Q   | Balzan FC         | 2 - 1    | 1 - 4     | 3 - 5             |
| 2020-2021 | Ligue Europa            | Premier tour Q   | KF Laç            | 0 - 0 ap | N/A       | 0 - 0 (4 - 5 tab) |
| 2021-2022 | Ligue Europa Conférence | Deuxième tour Q  | FK Sotchi         | 2 - 4    | 0 - 3     | 2 - 7             |

## Personnalités du club

### Entraîneurs
Le tableau suivant présente la liste des entraîneurs du club depuis 1997.
| Rang | Nom               | Période   |
| ---- | ----------------- | --------- |
| 1    | Ismail Aliyev     | 1997-1998 |
| 2    | Samir Alakbarov   | 1999-2000 |
| 3    | Boyukagha Aghayev | 2001-2004 |

| Rang | Nom               | Période        |
| ---- | ----------------- | -------------- |
| 1    | Anatoli Konkov    | 2004-2006      |
| 2    | Oleg Smolyaninov  | 2006           |
| 3    | Valentyn Khodukin | 2006-juin 2009 |

| Rang | Nom                 | Période              |
| ---- | ------------------- | -------------------- |
| 1    | Kakhaber Tskhadadze | juil. 2009-juin 2015 |
| 2    | Zaur Svanadze       | juil. 2015-          |

### Joueurs emblématiques
- Samir Abbasov
- Mahmud Gurbanov
- Emin Imamaliev
- Elmar Bakhshiev
- Kamran Agayev
- Valyantsin Byalkevich
- Petar Zlatinov
- Georgi Lomaia
- Ģirts Karlsons
- Andrejs Rubins
- Robertas Poškus
- Milan Zagorac
- Walter Guglielmone

## Identité visuelle

2004-2017
2017-2022
Logo depuis 2022